# Scuola di Polizia Economica Finanziaria
La Scuola di Polizia Economica Finanziaria, in precedenza Scuola di Polizia Tributaria, della Guardia di Finanza è uno degli enti militari in Italia che aperto ad entrambi i sessi, si occupa della formazione specialistica e dell'aggiornamento degli appartenenti alla Guardia di Finanza, agli enti pubblici italiani ed agli enti di paesi esteri. Dipende dall'Ispettorato per gli istituti di istruzione.

## Storia
La Scuola di Polizia Economica e Finanziaria fu istituita nel 1923 attraverso il Regio Decreto 2114. L'obiettivo principale era il miglioramento delle competenze degli Ufficiali e la preparazione pratica e teorica dei militari assegnati al contingente di Polizia Tributaria Investigativa. Questo avvenne poco dopo la creazione di nuclei specializzati all'interno del Corpo per affrontare indagini complesse e reprimere attività illecite nell'ambito economico e finanziario.
Nel 1924, il primo Corso di Applicazione per la Polizia Tributaria iniziò presso la Caserma Piave di Roma, che attualmente ospita il Comando Generale del Corpo. Nel 1933, l'istituto si unì alla Scuola Ufficiali, ma nel 1964 tornò a essere autonomo grazie a una decisione del Comandante Generale e alla Legge del 1965. Nel 1985, la Scuola si trasferì dalla Caserma Piave alla Caserma Sante Laria a Roma, precedentemente sede dell'Accademia del Corpo.
Nel 2000, la Scuola fu trasferita alla Caserma IV Novembre di Ostia, diventando la sua sede attuale. Nel 2017, con il Decreto Legislativo n. 95 del 29 maggio, l'istituto ottenne la denominazione di Scuola di Polizia Economico-Finanziaria, riflettendo il suo ruolo più ampio nell'affronto degli illeciti economico-finanziari, oltre all'evasione fiscale. La sua attuale sede è un complesso monumentale di notevole pregio architettonico ed artistico, costruito nei primi anni del XX secolo e in passato adibito a Collegio navale.
Per effetto del D.Lgs. n. 95 del 29 maggio 2017, l’Istituto ha cambiato nome in Scuola di Polizia Economico – Finanziaria, coerentemente alle più ampie prerogative istituzionali del Corpo, non solo di contrasto all’evasione fiscale, ma nel più generale ambito degli illeciti economico – finanziari.

### La Struttura
Progettato dall'Architetto Giuseppe Boni, il Collegio navale fu costruito nel 1934 e inaugurato nel 1936 con la presenza del Re Vittorio Emanuele III. Il complesso, caratterizzato dalla sua struttura a U con corte interna, ospitava servizi comuni, alloggi, aule di studio, teatro, refettori, uffici, biblioteca e altro ancora. Gli allievi erano alloggiati al secondo piano in ampi dormitori. Una torre centrale alta 75 metri fu demolita nel 1943. La sede cadde in disuso nel dopoguerra, ma fu acquisita e ristrutturata dalla Guardia di Finanza nel 1977, rispettando il suo aspetto originale.

#### La struttura oggi
La Scuola dispone di strutture didattiche e di supporto all'avanguardia. Ci sono 10 aule con una capacità totale di 400 posti, un'aula dedicata all'informatica, un'ampia aula magna con 528 posti, attrezzature multimediali per videoconferenze e traduzione simultanea, un elegante salone d'onore, una sala conferenze, un centro stampa, una mensa, una palestra, un circolo ricreativo e alloggi per il personale in addestramento.
Il moderno Centro Lingue Estere, inaugurato nel 2014, è attrezzato con 8 aule didattiche, 4 laboratori multimediali, 2 aule per sessioni individuali e una sala conferenze.
La biblioteca della Scuola ospita circa 11.000 testi e documenti di natura economica, fiscale e giuridica. A partire dal 2011, la biblioteca è parte integrante della rete delle biblioteche italiane, servendo come Polo Giuridico per il Ministero della Giustizia e contribuendo al Servizio Bibliotecario Nazionale dello stesso Ministero. Alcune aule della Scuola vantano affreschi realizzati da Lorenzo Viani, artista poliedrico che operò come pittore, incisore, poeta e giornalista. La sua produzione artistica, caratterizzata da un realismo sociale e influenze postimpressioniste, trae ispirazione dal mare e dai paesaggi apuani, nonché da temi legati alla semplicità della vita umile.

### La Bandiera dell'Istituto
Durante la celebrazione del 235º Anniversario di Fondazione della Guardia di Finanza, tenutasi il 23 giugno 2009, il Presidente della Repubblica ha personalmente consegnato la Bandiera d'Istituto al Comandante della Scuola. Questo onore è stato concesso tramite un Decreto datato 15 aprile 2009. Successivamente, il 22 maggio 2010, il Presidente della Repubblica ha conferito alla Scuola la Croce d'Oro al merito della Guardia di Finanza.
La Bandiera d'Istituto è attualmente conservata nell'ufficio del Comandante della Scuola.

### Gli eventi della scuola
La Scuola organizza conferenze e seminari focalizzati su temi di natura giuridica, economica e professionale tecnica. Questa iniziativa permette l'esame approfondito e la discussione di argomenti di grande attualità e rilevanza istituzionale. Il contributo di rinomate personalità provenienti dai mondi istituzionali, accademici e professionali a livello nazionale ed internazionale arricchisce ulteriormente il dibattito.
Questi convegni, aperti al pubblico, sono disponibili per la partecipazione degli ordini professionali, degli studenti provenienti da scuole pubbliche e università. Inoltre, l'Istituto ospita cicli di conferenze che mirano all'approfondimento culturale e professionale, rivolti ai partecipanti dei corsi offerti.
Le cerimonie di inaugurazione e chiusura dell'anno accademico segnano l'inizio e la conclusione di ogni periodo formativo. Questi eventi sono fondamentali per la pianificazione e la rendicontazione delle attività didattiche. In tali occasioni, sono soliti partecipare figure di alto profilo provenienti dal panorama parlamentare, governativo e istituzionale a livello nazionale ed internazionale.

## Organizzazione
La struttura della Scuola è organizzata in tre principali aree. 
- Stato Maggiore, responsabile delle attività logistiche, amministrative e di gestione del personale e delle risorse della Scuola.
- Centro Studi Economico Finanziari, che si occupa della progettazione dei corsi didattici, dell'implementazione della formazione a distanza, della gestione delle relazioni esterne e dell'organizzazione di eventi come cerimonie, convegni e conferenze.
- Corsi Economico Finanziari, incaricati di fornire l'insegnamento, suddivisi ulteriormente in Corso Superiore, Corsi Nazionali e Corsi Internazionali.

Il corpo docente è composto da eminenti figure quali professori universitari, magistrati, funzionari pubblici provenienti da istituzioni di rilievo, professionisti con competenze specifiche e Ufficiali del Corpo, i quali vantano un'ampia esperienza e qualifiche professionali nelle rispettive aree di insegnamento.
Inoltre, la Scuola instaura collaborazioni con Università e altre istituzioni di alta formazione nell'ambito della pubblica amministrazione.

## Percorso Formativo

### Il Corso Superiore
Il Corso Superiore, introdotto per la prima volta tra il 1972 e il 1974, rappresenta un programma biennale di formazione altamente selettivo per un ristretto gruppo di Ufficiali Superiori. La selezione avviene attraverso un rigoroso concorso basato su titoli ed esami. Questo corso mira a preparare professionisti di livello eccellente in vari settori dell'attività istituzionale della Guardia di Finanza. È caratterizzato dalla completezza delle materie trattate, dalla struttura didattica avanzata, dalla qualità dei docenti coinvolti e dall'elevato livello professionale e culturale dei partecipanti.
Durante il biennio, vengono approfondite discipline giuridiche, economiche, finanziarie, tributarie ed aziendali che sono centrali per la missione della Guardia di Finanza. Oltre a ciò, vengono sviluppate competenze trasversali come leadership, team building, problem solving, comunicazione e gestione delle risorse umane, materiali e finanziarie. Il percorso di formazione viene completato attraverso la partecipazione a seminari, convegni, conferenze, master universitari e missioni di studio sia in Italia che all'estero. Gli Ufficiali che conseguono il Corso Superiore ottengono il distintivo con Minerva, circondata da rami di alloro e querci.

### I corsi nazionali
Oltre cento corsi residenziali vengono annualmente organizzati dalla Scuola, coinvolgendo più di 3.000 membri della Guardia di Finanza. Questi corsi, che variano da uno a tre mesi, rappresentano un'opportunità di specializzazione e aggiornamento professionale per coloro che hanno già ricevuto la formazione di base presso altri istituti del Corpo. Gli argomenti trattati includono la lotta all'evasione fiscale, il controllo della spesa pubblica, la prevenzione della corruzione, il contrasto al riciclaggio e alla criminalità organizzata, il controllo dei mercati finanziari, la sicurezza sul lavoro, l'informatica operativa e la comunicazione istituzionale. La Scuola offre anche corsi di lingue straniere.

### I Corsi Internazionali
Negli anni, la Scuola si è evoluta in una dimensione internazionale per supportare l'espansione delle attività della Guardia di Finanza oltre i confini nazionali. Attraverso collaborazioni strategiche, la Scuola è diventata un punto di riferimento per la formazione di funzionari di paesi in via di sviluppo. L'International Academy for Tax Crime Investigation, in collaborazione con l'OCSE, è ospitata presso la Scuola dal 2014. La Scuola è coinvolta anche in partenariati con organizzazioni come l'Agenzia europea della guardia di frontiera e costiera (FRONTEX) e CEPOL, l'Agenzia europea per la formazione delle Forze di polizia. Inoltre, la Scuola collabora con l'United Nations Office of Counter-Terrorism (UNOCT) per l'addestramento congiunto contro il finanziamento del terrorismo.

### I corsi e-learning
In affiancamento alla formazione di carattere residenziale, la Scuola ha investito nello sviluppo della didattica “a distanza”, in modalità sincrona, nonché nell’erogazione di corsi in modalità e-learning.
L’innovativa metodologia integra la didattica di tipo tradizionale, ampliando in tal senso la platea dei fruitori dei corsi e l’erogazione dei cicli didattici e offrendo strumenti di aggiornamento professionale “a domicilio” flessibili e di rapido e agevole utilizzo.
I corsi on-line sono seguiti ogni anno da oltre 30.000 militari del Corpo e riguardano tutte le aree di interesse operativo, logistico, amministrativo, nonché i corsi di lingue estere, potendo avvalere di apposite piattaforme e personale specializzato. Con il supporto della rete di Esperti del Corpo dislocati presso le varie missioni diplomatiche e/o presso le Ambasciate e le Rappresentanze permanenti d’Italia, la Scuola eroga corsi e-learning in lingua inglese, francese e spagnola a beneficio di appartenenti a forze di polizia, amministrazioni tributarie e doganali ed autorità giudiziarie di Paesi esteri.
Tale attività formativa, rivolta annualmente a migliaia di discenti stranieri, ha riguardato tematiche afferenti ai principi internazionali per il contrasto al riciclaggio ed al finanziamento al terrorismo, nonché ai metodi economico-finanziari per l’aggressione patrimoniale alla criminalità organizzata di matrice transnazionale.